# Daïra de Negrine
La daïra de Negrine est une circonscription administrative algérienne située dans la wilaya de Tébessa. Son chef-lieu est situé sur la commune éponyme de Negrine.
La daïra regroupe les deux communes de Ferkane et Negrine.